# Svava Rós Guðmundsdóttir
Svava Rós Guðmundsdóttir, née le 11 novembre 1995, est une footballeuse internationale islandaise évoluant au poste d'attaquante.
Attaquante polyvalente, pouvant évoluer à tous les postes offensifs, elle a évolué dans son pays au Valur puis au Breiðablik, avant d'évoluer à l'étranger en Norvège au Røa, en Suède à Kristianstad, puis en France à Bordeaux en 2021. Depuis 2022, elle évolue au SK Brann en Norvège.
Le 20 septembre 2023, elle est prêtée au Sport Lisboa e Benfica.

## Biographie

### Carrière en club
Svava Rós commence sa carrière sénior en 2011 à l'âge de 15 ans avec le Valur. Elle signe en 2013 son premier contrat de deux ans avec le club de Reykjavík. Avec ce club, elle joue 59 matches et inscrit 19 buts, et remporte son premier titre avec la Coupe d'Islande 2011, mais sans participer à la finale.
En 2015, elle rejoint Breiðablik, club le plus titré du pays, et performe rapidement. Elle devient championne d'Islande 2015 et vice-championne en 2016 et 2017. Remportant également la coupe d'Islande en 2016, elle marque en trois saisons 12 buts en 62 matches et s’offre à deux reprises le titre de meilleure passeuse du championnat (2016 et 2017). Elle découvre également la Ligue des champions en 2016-2017 et marque trois buts en cinq matches.
En 2017, elle décide de partir à l'étranger. Elle s'engage alors à Røa, en Norvège, et signe une saison avec 14 buts en 21 matches. L'année suivante, elle rejoint la Suède et le club de Kristianstad. Elle dispute 41 matches et inscrit 15 buts et est finaliste de la Coupe de Suède 2019.
En janvier 2021, elle signe à Bordeaux, en France, jusqu'en 2022.

### Carrière internationale
Svava Rós Gudmundsdóttir devient internationale A avec l'Islande en 2015 après avoir évolué avec les équipes nationales jeunes. Elle fait ses débuts contre la Macédoine du Nord le 22 octobre 2015, à l'âge de 19 ans, et marque son premier but en A contre le Portugal (victoire 4-1) lors de l'Algarve Cup 2019. Elle est finaliste de la Pinatar Cup en 2020.
En juin 2022, elle est sélectionnée par Þorsteinn Halldórsson pour disputer l'Euro 2022 en Angleterre.

## Palmarès
Valur
Vainqueur
- Coupe d'Islande : 2011
- Reykjavik Women Cup : 2014

Finaliste
- Úrvalsdeild : 2013
- Coupe d'Islande : 2012
- Coupe de la Ligue : 2013
- Supercoupe d'Islande : 2012

 Breiðablik
Vainqueur
- Úrvalsdeild : 2015
- Coupe d'Islande : 2016
- Supercoupe d'Islande (2) : 2016, 2017

Finaliste
- Úrvalsdeild (2) : 2016, 2017
- Coupe de la Ligue (3) : 2015, 2016, 2017
- Supercoupe d'Islande : 2015

 Kristianstads DFF
- Finaliste de la Coupe de Suède en 2018-2019.